# Юльвиумлор
Юльвиумлор (устар. Юль-Виум-Лор) — озеро в Ханты-Мансийском АО России, располагается на территории Сургутского района, в правобережье реки Ингуягун.
Находится в северо-восточной части Сургутской низменности, на высоте 61 м над уровнем моря, в 12 км к ЮВ от истока реки Сугмутен-Яун. Площадь водоёма составляет 8,050 км². Водосборная площадь составляет 16,9 км². Озеро является рыбопромысловым объектом.

## Данные водного реестра
По данным государственного водного реестра России относится к Верхнеобскому бассейновому округу, водохозяйственный участок озера — Обь от впадения реки Вах до города Нефтеюганск, речной подбассейн озера — Обь ниже Ваха до впадения Иртыша. Речной бассейн озера — (Верхняя) Обь до впадения Иртыша.
Код объекта в государственном водном реестре — 13011100111115200004463.